# Kanton Ekeren
Het kanton Ekeren was een Belgisch gerechtelijk kanton en een kieskanton met Ekeren als hoofdplaats.
Oorspronkelijk behoorden tot het gerechtelijk kanton de gemeenten Berendrecht, Brasschaat, Ekeren, Hoevenen, Kapellen, Lillo, Oorderen, Schoten, Stabroek, Wilmarsdonk en Zandvliet. Het vredegerecht zetelde eerst in het oud gemeentehuis (Markt 20) en vanaf 1930 in het kasteeltje Hof Mertens of Gulden Poort (Veltwijcklaan 1) Het gerechtelijk kanton verdween met de inwerkingtreding van het Gerechtelijk Wetboek in 1970.
In de periode 2001-2018 omvatte het elfde gerechtelijk kanton Antwerpen de Antwerpse districten Ekeren en Berendrecht-Zandvliet-Lillo en de gemeente Stabroek. Het was in zekere zin de herleving van het kanton Ekeren. Het vredegerecht zetelde eerst in de voormalige Sint-Lucaskliniek (Hof van Delftlaan 46C) in Ekeren en vanaf januari 2009 in een kantoorgebouw op de Noorderlaan 117.
Vanaf 1894 behoorden diezelfde gemeenten tot een kieskanton. In de periode 1976-1982 bestond het kieskanton uit de gemeenten Brasschaat, Ekeren, Kapellen, Schoten en Stabroek.
Het kieskanton maakte vanaf 1921 deel uit van het kiesdistrict Ekeren (kieskring voor de provincieraad). Het kieskanton Ekeren verdween tegelijk met de fusie van de gemeente Ekeren met Antwerpen in 1982. De overige gemeenten vormden nu het kieskanton Kapellen.